# Object 47
Object 47 è un album della post punk band inglese Wire, chiamato così perché si tratta della 47ª pubblicazione della band, così come 154 era stato chiamato così perché corrispondeva al numero di concerti tenuti dalla band fino ad allora. Si tratta del primo album della band senza la partecipazione del chitarrista Bruce Gilbert. L'album è stato pubblicato il 7 luglio 2008 nel Regno Unito e il 15 luglio dello stesso anno negli USA..

## Tracce
1. One of Us – 3:45
2. Circumspect – 3:13
3. Mekon Headman – 2:58
4. Perspex Icon – 3:16
5. Four Long Years – 3:45
6. Hard Currency – 3:50
7. Patient Flees – 5:23
8. Are You Ready? – 4:43
9. All Fours – 4:05

## Formazione
- Colin Newman - voce, chitarra, vari strumenti
- Graham Lewis - basso, voce d'accompagnamento, vari strumenti
- Robert Grey - batteria